# Крутец (Калининский район)
Крутец — посёлок в Калининском районе Саратовской области России. 
Населённый пункт входит в состав Ахтубинского муниципального образования. 

## История
Поселение основано в 1800 году. С 1861 года по 1918 год существовала Больше-Ольшанская волость, которая включала в себя и поселения на вненадельной земле (купленной, арендованной и прочее), в том числе и посёлок Крутецкий, куплено через посредника у Крестьянского Поземельного Банка, крестьяне, малороссы и черкасы, число дворов 28, жителей: мужского пола — 108, женского — 83 души.

## География
Находится в центрально-южной части Саратовского Правобережья, в пределах Окско-Донской равнины, в степной зоне, на расстоянии примерно 21 километра (по прямой) к северо-западу от города Калининска. Абсолютная высота — 210 метров над уровнем моря.
Климат
Климат характеризуется как умеренно континентальный с холодной малоснежной зимой и сухим жарким летом. Среднегодовая температура воздуха — 4,1 — 4,5 °C. Средняя многолетняя температура самого холодного месяца (января) составляет −12,6 — −12,1 °С (абсолютный минимум — −41 °С), температура самого тёплого (июля) — 20,8 — 21,4 °С (абсолютный максимум — 40 °С). Среднегодовое количество атмосферных осадков — 375—450 мм, из которых более половины (200—260 мм) выпадает в период с апреля по октябрь. Снежный покров держится в среднем 142 дня в году.
Часовой пояс
Посёлок Крутец, как и вся Саратовская область, находится в часовой зоне МСК+1. Смещение применяемого времени относительно UTC составляет +4:00.

## Население
| 2010 |
| ---- |
| 0    |